# 化学探偵Mr.キュリー
『化学探偵Mr.キュリー』（かがくたんていミスターキュリー）は、喜多喜久による日本のミステリー小説。2017年にA-koeにてオリジナル音声ドラマ化、同年にpixivエースにて漫画化された。2020年4月時点で累計発行部数は60万部を突破している。
著者の作品の中では初めて、文庫本のみでの刊行となっている。地方都市にある大学の新人事務員と理学部化学科の准教授のコンビが身の回りで起こる事件に立ち向かう。

## 主な登場人物
声は音声ドラマより。
沖野春彦（おきの はるひこ）
声：興津和幸
本作の主人公。四宮大学理学部化学科「先進化学研究室」の准教授。ノーベル化学賞受賞者の村雨不動に師事し、化学界では有名な存在。
祖父はフランス人で、その苗字が「キュリー」だったことから、「Mr.キュリー」と呼ばれている。しかし、本人は期待を煽るその名を毛嫌いしている。
学内のモラル向上委員を務めており、その縁で七瀬から学内トラブル解決のアドバイスを求められる。
七瀬舞衣（ななせ まい）
地方都市にある四宮大学の庶務課に勤める新人事務員。好奇心旺盛で、よく学内外の事件に積極的に首を突っ込む。
4月にとあるトラブルを沖野と共に解決して以来、学内オカルトサークルから一目置かれてしまう。現在、「クイーン」との別名がある。
猫柳（ねこやなぎ）
四宮大学庶務課の課長。薄い頭髪と黒縁眼鏡、剃り跡が青々しい青ヒゲが特徴。
趣味はWikipediaの記事作成で、大学の教職員の記事を作っている。舞衣に沖野の存在を教えた人物。
美間坂剣也（みまさか けんや）
アイドル。中世的な外見から、人気を集める。 舞衣とは高校時代のクラスメートで、親友。
ある事件で沖野に助けられて以来、彼を「春ちゃん」と呼ぶ。
氷上一司（ひかみ かずし）
ある国立大学の准教授。沖野とは大学院時代から同じ研究室で学んだ戦友にしてライバル。
沖野を自分の研究室に入れようと、説得を続けている。

## 既刊一覧

### 文庫
中公文庫より出版。
1. 2013年7月23日発売　ISBN 978-4-12-205819-4
2. 2014年7月23日発売　ISBN 978-4-12-205990-0
3. 2015年6月23日発売　ISBN 978-4-12-206123-1
4. 2016年3月25日発売　ISBN 978-4-12-206236-8
5. 2016年12月25日発売　ISBN 978-4-12-206325-9
6. 2017年6月25日発売　ISBN 978-4-12-206411-9
7. 2018年2月23日発売　ISBN 978-4-12-206529-1
8. 2019年6月25日発売　ISBN 978-4-12-206745-5
9. 2020年4月25日発売　ISBN 978-4-12-206869-8
10. 2021年5月21日発売　ISBN 978-4-12-207067-7

### 漫画版
角川コミックス・エースより出版。作画はばたこ。
1. 2018年2月26日発売　ISBN 978-4-04-106703-1